# 1953년 유고슬라비아 헌법 개정
1953년 유고슬라비아 헌법 개정안은 1946년 유고슬라비아 헌법에 대한 대규모 헌법 개정안으로, 유고슬라비아 연방인민공화국의 헌법에 자주관리라는 개념을 도입하는 것을 목표로 하였다. 이는 1953년 1월 13일에 발효되었다. 수정된 1946년 헌법은 1963년 유고슬라비아 헌법이 채택될 때까지 효력을 유지하였다.
이 헌법 개정안은 유고슬라비아 공산주의자동맹 제6차 대회에서 승인되었다. 이 헌법 개정안은 정당과 국가의 정치적 기능을 부분적으로 분리하였고, 개인과 구성 공화국에 일부 시민적, 정치적 권리를 부여하였다. 또한 이를 통해 노동자가 기업을 통제할 수 있는 법적 기반이 마련되었고, 지방 정부의 권한도 확대되었다. 이 헌법 개정안으로 양원으로 구성된 연방 인민 의회가 설립되었다: 지역을 직접 대표하는 연방 상원과 경제적 기업과 노동자 집단을 대표하는 생산자 하원이었다. 연방 정부의 행정부 (연방 집행 평의회 또는 FEC)는 국가 업무와 외교 정책을 담당하는 5개 부처만을 가지고 있었다. 공산주의자동맹은 국가 관료제로부터 시들어 가고 다당제는 더 복잡한 관료 제도만 가져올 뿐이라는 레닌주의 신조에 따라 독점적인 정치적 통제권을 유지하였다.

## 규정
정치 및 사회 질서를 바탕으로 생산수단에 대한 사회적 소유, 경제의 자체 생산, 지방자치체, 시 및 군의 노동자들의 자주 경영, 교육, 문화, 사회 서비스 분야에서의 자체 노동자들이 선언되었다.
유고슬라비아는 주권과 평등을 갖춘 사회적, 민주적 연방 국가로 선포되었다. 국가의 모든 권력은 다양한 기관에 있는 대표자를 통해서뿐만 아니라 직접적으로도 노동자에게 속했다. 즉, 직접 선거와 대표자의 해임, 의회, 평의회 및 기타 형태의 자치 정부가 전체 조직의 기초로 선언되었다.
대표 기구 분야에서 정치적 본거지일 뿐만 아니라 직업별 대표자들의 본거지로서 생산자 평의회가 도입된 것에서 이러한 사실을 반영하였다. 권력 분립의 이분법적 원칙은 폐기되었고, 연방 인민 의회가 국민 주권의 최고 대표이자 연방의 최고 기관으로 선포되었다.
그때까지 존재했던 최고 행정 기관인 유고슬라비아 연방인민공화국 국회 상임 위원회와 정부는 연방 인민 의회의 두 행정 기관, 즉 공화국 대통령과 연방 집행 평의회 (FEC)로 대체되었으며, 적어도 서류상으로는 이들이 의회 업무를 담당하였다. 공화국 대통령은 연방 집행 평의회의 의장이기도 하였다.
민주집중제도 폐기되었고, 공화국과 자치주의 권리가 확대되었으며, 지방자치체에서는 시와 군의 자치 제도가 도입되었다.